# Trier-Ehrang/Quint
Ehrang/Quint ist einer der 19 Ortsbezirke der Stadt Trier in Rheinland-Pfalz. Flächenmäßig ist er der größte Ortsbezirk der Stadt und umfasst unter anderem auch mehrere aufgrund ihrer geographischen Lage etwas abgegrenzte Wohnviertel (Vordere und Hintere Heide, die ehemalige Militär-Siedlung „Auf der Bausch“).

## Geographie
Der Ortsbezirk gliedert sich in die Ortsteile Ehrang und Quint und liegt im Nordosten der Stadt auf dem linken Moselufer. In Ehrang mündet die Kyll in die Mosel, in Quint der Quintbach. Ehrang/Quint ist der nördlichste Stadtteil von Trier. Benachbarte Ortsbezirke sind Pfalzel, Biewer und getrennt durch die Mosel Ruwer/Eitelsbach.
Zu Trier-Ehrang/Quint gehören Wohngebiete, die abgelegen auf den ersten Erhebungen der Eifel liegen. Zwei Außenwohngebiete sind die im Meulenwald gelegenen und in den 1970er angelegten Wohngebiete Vordere Heide (227 m. ü. NHN) und Hintere Heide (243 m. ü. NHN) mit dem dazwischen gelegenen Sportanlagen inklusive des Fußballplatzes des SV Ehrang. Eine Mittlere Heide wurde in den 1970er Jahren ebenfalls geplant, aber nie umgesetzt. Eine weitere außengelegene Wohnanlage ist die ehemalige Militärsiedlung auf der Bausch (251 m. ü. NHN).

## Geschichte

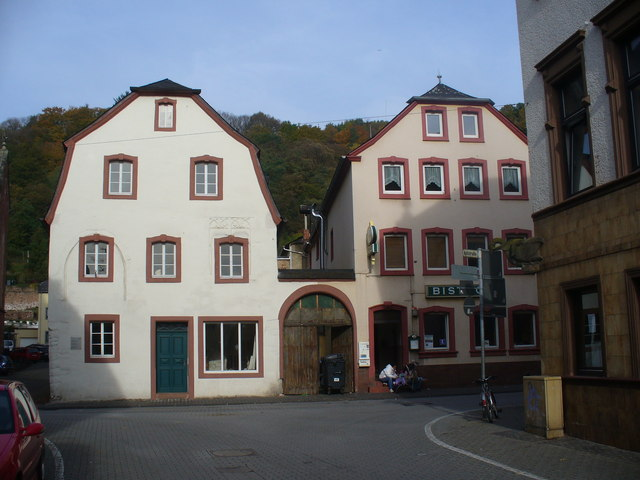
Haus Briel, ältestes erhaltenes Gebäude in Ehrang (links)

Der Name Ehrang stammt von einem Keltenführer namens Irus, der das Gebiet der Kyllmündung wegen seiner günstigen Lage als Siedlung wählte, die nach ihm Yranc oder Irancum genannt wurde. Eine wichtige keltische Handelsstraße führt dort über die Kyll. Die Römer bauten später an dieser Stelle eine Brücke und errichteten in ihrer Nähe Denkmäler und Weihestätten.
Der Name Quint stammt aus der Römerzeit und leitet sich aus seiner Lage am fünften Meilenstein (ad quintum lapidem) entlang der Römerstraße von Trier nach Andernach ab. 1346 erhielt Ehrang unter dem späteren deutschen Kaiser Karl IV. die Stadtrechte nach Frankfurter Recht. 1683 entstand in Quint unter dem Gründervater Franz von Pidoll eine Eisenhütte mit Gießerei.
Am 1. März 1968 kam es zur Vereinigung der beiden selbständigen Gemeinden Ehrang und Pfalzel zu einer Großgemeinde. Nur ein Jahr später jedoch, am 7. Juni 1969, wurde die Gemeinde Ehrang-Pfalzel in die Stadt Trier eingegliedert; sie hatte zu diesem Zeitpunkt 12.131 Einwohner. Pfalzel und Ehrang/Quint sind seitdem Ortsbezirke der Stadt Trier. Heute zählt Ehrang/Quint zu den größten und nach wie vor selbständigsten Trierer Bezirken; durch eigene Infrastruktur wie Schulzentrum und Bahnhöfe bildet es „eine kleine Stadt für sich“.
Am 15. Juli 2021 wurde Ehrang vom Hochwasser in West- und Mitteleuropa 2021 schwer getroffen. Dabei wurde das bis dahin ansässige Krankenhaus beschädigt und daraufhin geschlossen.

## Politik
- SPD: 4
- Grüne: 2
- UBT: 2
- CDU: 5
- AfD: 2

### Ortsbeirat
Für den Ortsteile Ehrang und Quint wurde ein gemeinsamer Ortsbezirk gebildet. Dem Ortsbeirat gehören 15 Beiratsmitglieder an, den Vorsitz im Ortsbeirat führt der direkt gewählte Ortsvorsteher.
Politische Verantwortung und die 15 Sitze im Ortsbeirat teilen sich CDU (fünf Sitze), SPD (vier Sitze), AfD (zwei Sitze), Grüne (zwei Sitze) und Unabhängige Bürgervertretung Trier (UBT; zwei Sitze). Weitere Informationen und historische Daten siehe unter Ergebnisse der Kommunalwahlen in Trier.

### Ortsvorsteher
Seit Juni 2018 ist der inzwischen parteilose ehemalige CDU-Politiker Bertrand Adams Ortsvorsteher. Bei der Direktwahl am 26. Mai 2019 wurde er noch als CDU-Kandidat mit einem Stimmenanteil von 53,59 % wiedergewählt. Im Juli 2022 verließ er seine bisherige Partei. Bei der Kommunalwahl am 9. Juni 2024 setzte er sich als nunmehr Einzelbewerber mit einem Stimmenanteil von 61,1 % gegen den CDU-Kandidaten und die FDP-Kandidatin durch und ist damit für weitere fünf Jahre gewählt.

## Kultur und Sehenswürdigkeiten

### Sehenswürdigkeiten
Siehe auch Liste der Kulturdenkmäler in Trier-Ehrang/Quint und Liste der Naturdenkmale in Trier

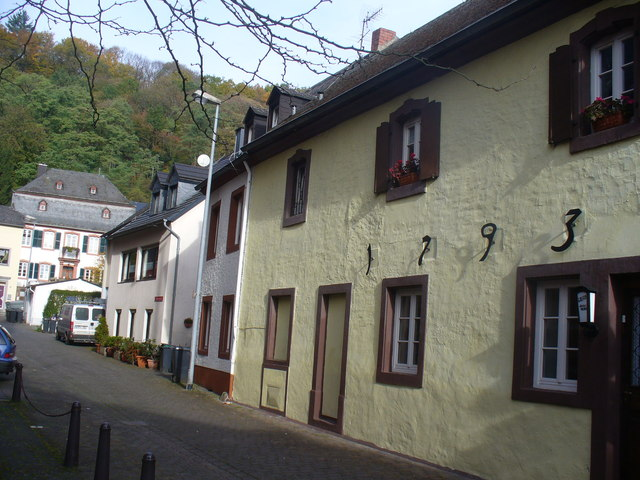
Gasse in Ehrang

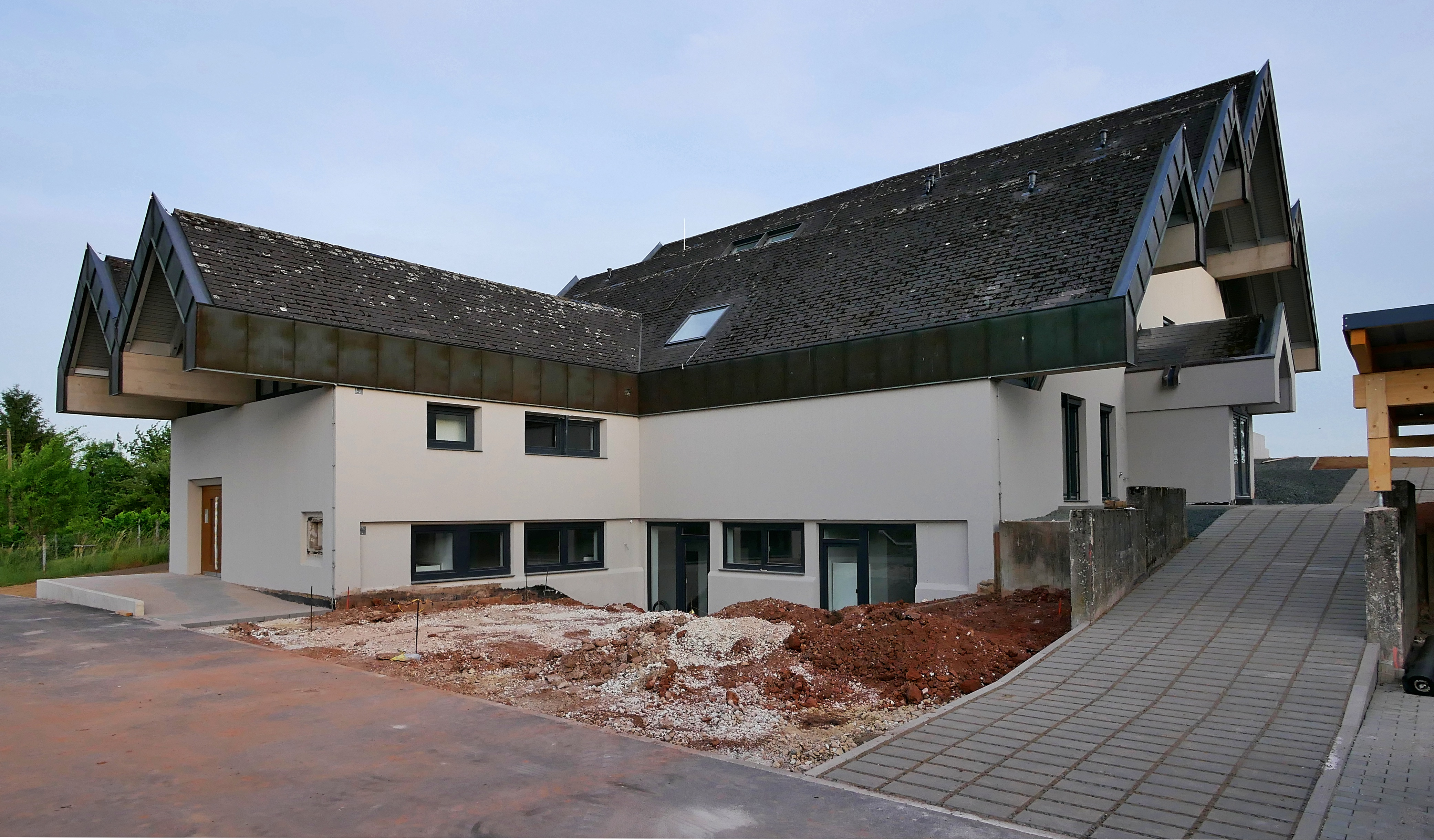
Ehem. kath. Pfarrkirche Mariae Himmelfahrt

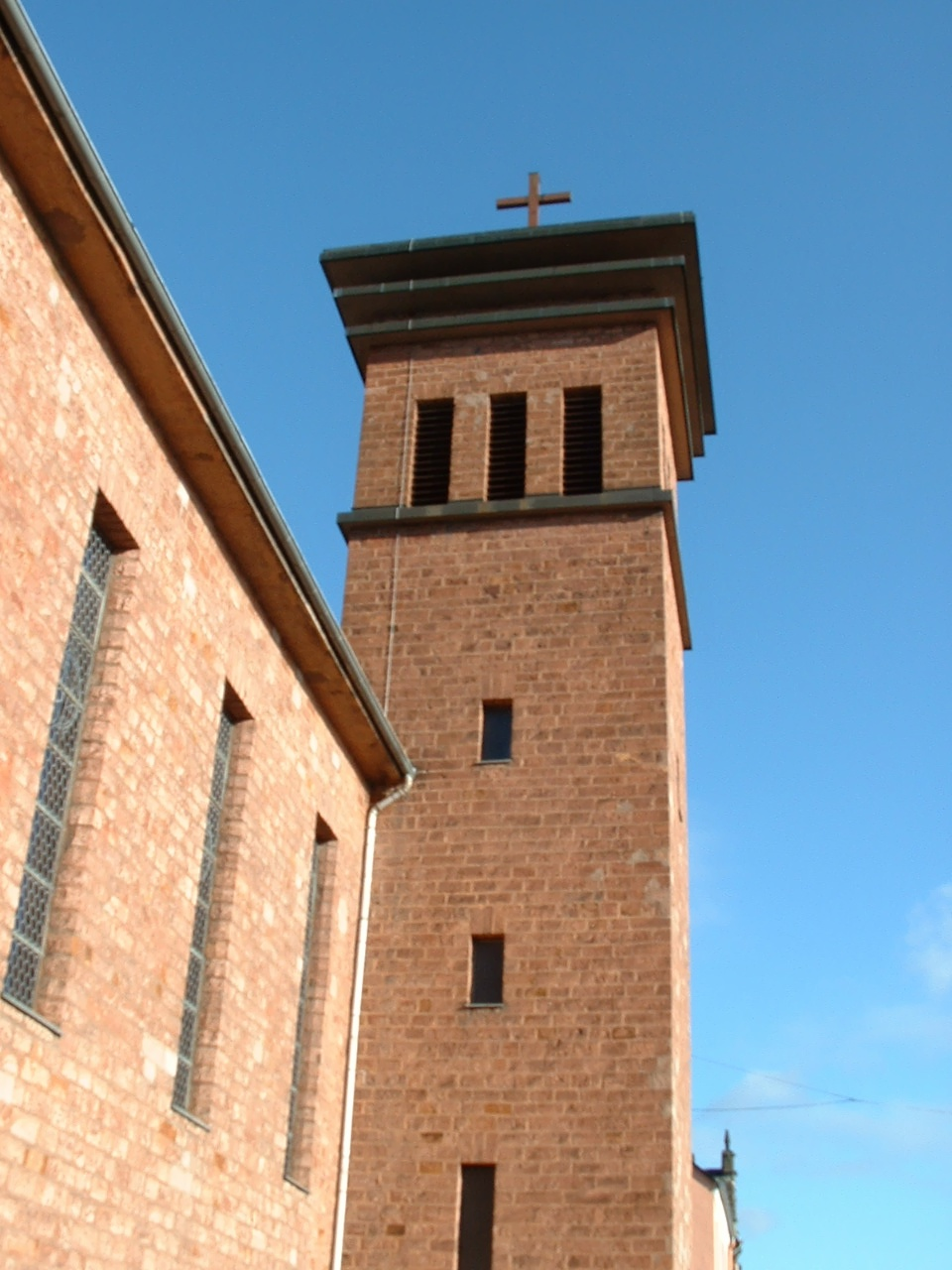
Evangelische Kirche

- Aussichtspunkt Ehranger Kanzel (Felsenkuppe mit alten Eichen, Naturdenkmal)
- Heidenstuben (Buntsandsteinfelsen, Naturdenkmal)
- Stadtbefestigung Ehrang
- Kreuzweg zur Heide-Kapelle
- Linkenkapelle (Marienkapelle am Waldfriedhof)
- Küferkapelle (Kapellenstraße)
- Pfarrhaus Sankt Peter
- Katholische Pfarrkirche Sankt Peter
- Evangelische Pfarrkirche in der Ehranger Straße
- Ehranger Brunnen am Marienfeld
- Ehranger Brunnen in der Niederstraße
- Milo-Kreuz
- Quinter Schloss
- Katholische Filialkirche Mariä Himmelfahrt in Quint (2009 profaniert, 2016 zu einem Wohnhaus umgebaut)[8]
- Katholische Kirche Christi Himmelfahrt (Schulstraße; profaniert seit 1. September 2016, befindet sich im Umbau zu einem Wohngebäude)
- Kreuz am Aussichtspunkt auf den Heidenstuben (Buntsandsteinfelsen) aus dem Jahre 2007
- Der historische Ortskern von Ehrang ist denkmalgeschützt (Ensembleschutz). Am  8. Mai 2021 wurde zum Tag der Städtebauförderung der Historische Stadtmauerrundgang eingeweiht. Ein ungefähr 1700 m langer, mit kupferfarbenen Bodennägeln und Informationstafeln gekennzeichneter Rundgang führt durch den Altort.[9]

## Infrastruktur und Wirtschaft

### Verkehr

#### Straße
Trier-Ehrang ist über die B 53 nach Schweich und Trier sowie über die B 422 zur B 51 und damit nach Bitburg verbunden. Außerdem besitzt der Ortsbezirk Anschluss an die A 64a, über die die Autobahnen A 64 nach Luxemburg und A 602 (Verteilerkreis Trier – Autobahndreieck Moseltal) erreichbar sind. Dabei bildet die Moselbrücke Ehrang ein wichtiges Bindeglied in der Ortsumfahrung Trier.
In Ehrang/Quint kreuzen sich die beiden Radfernwege Mosel-Radweg und Kyll-Radweg.

#### ÖPNV
Für den gesamten öffentlichen Personennahverkehr (ÖPNV) gilt der Tarif des Verkehrsverbunds Region Trier (VRT).

##### Bahn

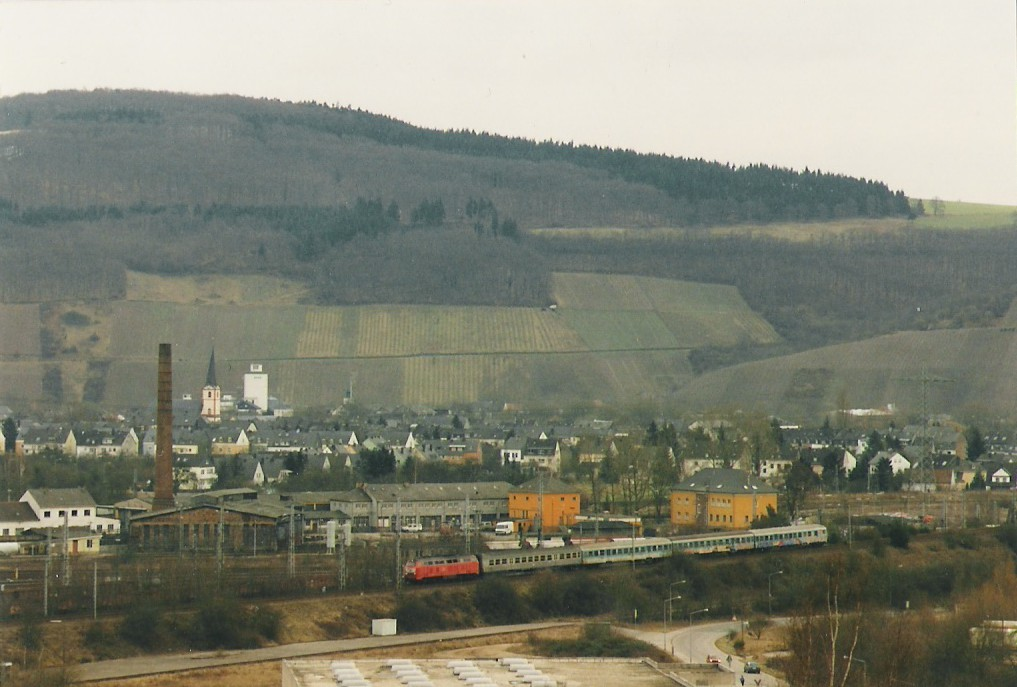
Das ehemalige Bahnbetriebswerk Ehrang 1996

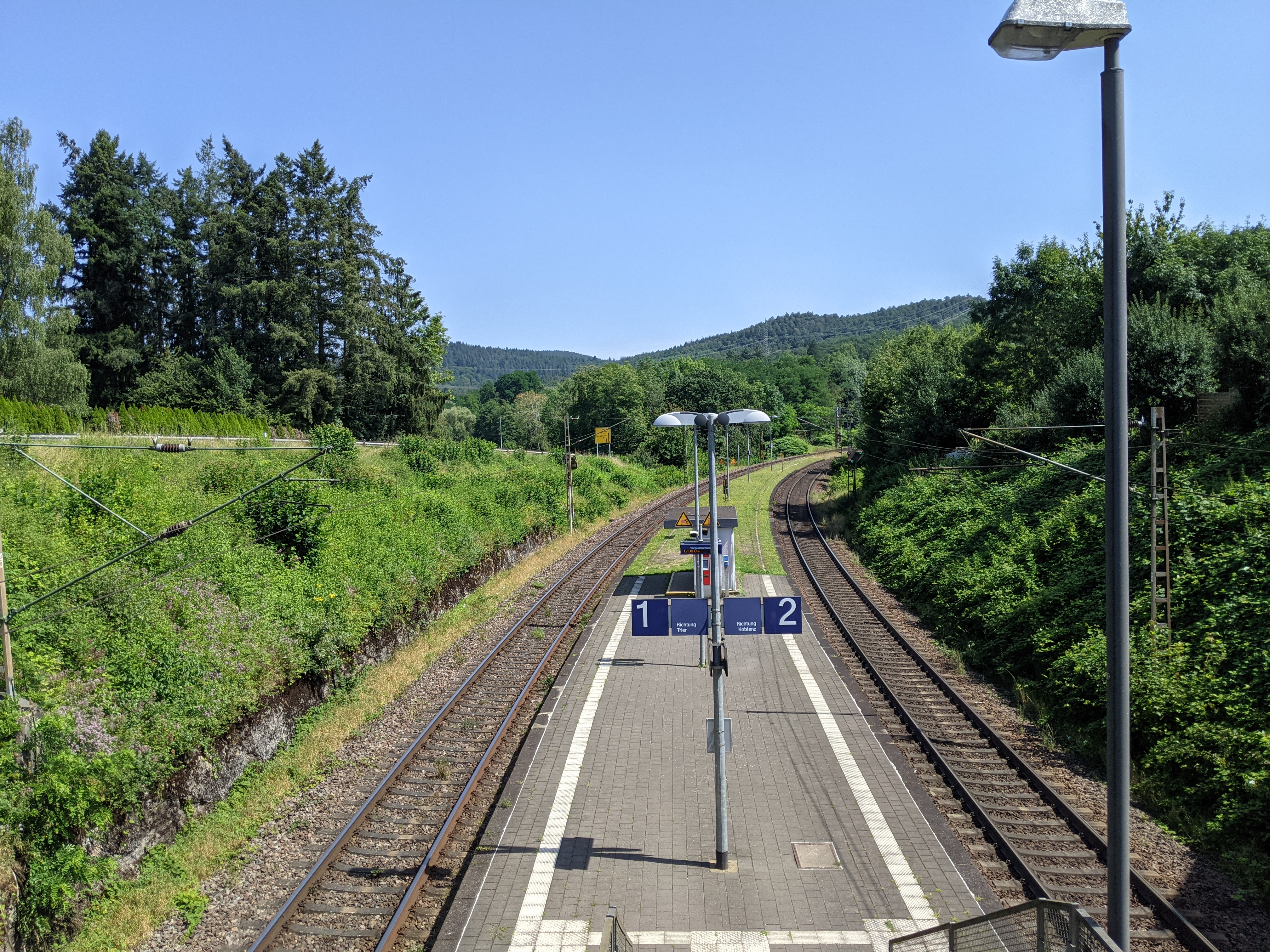
Haltepunkt Quint

Auf dem Gebiet des Ortsbezirks existieren drei Bahnstationen:
- Haltepunkt Trier Hafenstraße
- Ehrang Ort
- Quint

Der Bahnhof Ehrang ist ein Bahnknotenpunkt mit ehemaligem Bahnbetriebswerk und Rangierbahnhof (noch teilweise als Güterbahnhof genutzt) an der Moselstrecke, von der hier die Eifelstrecke über Gerolstein nach Hürth-Kalscheuren bei Köln und die Trierer Weststrecke von Ehrang nach Igel abzweigt. Der ursprüngliche dazugehörige Personenbahnhof wurde am 3. März 2025 durch die Neueröffnung des Haltepunktes Trier Hafenstraße, der betrieblich ein Bahnhofsteil des Bahnhofs Ehrang ist, aufgegeben. Die Haltepunkte Ehrang Ort und Quint liegen nur an der Moselstrecke.
Im Schienenpersonennahverkehr verkehren folgende Linien:
| Linie       | Strecke | Takt                                                                |
| ----------- | --- | ------------------------------------------------------------------- |
| RE 22 RB 22 | Köln Messe/Deutz – Köln Hbf – Euskirchen – Kall (Gattungswechsel RE/RB) – Jünkerath – Gerolstein – Kyllburg – Bitburg-Erdorf – Trier Hafenstraße – Trier Hbf (aufgrund von Elektrifizierungsarbeiten wechselnde Abschnitte längerfristig im Schienenersatzverkehr) Stand: 7. Juli 2025 | 60 min                                                              |
| RB 71       | (Schweich – Quint – Ehrang Ort – Trier Hafenstraße –) Trier Hbf – Konz – Merzig (Saar) – Saarlouis – Völklingen – Saarbrücken – St. Ingbert – Homburg (Saar) | 60 min, Verkehr zwischen Schweich und Trier Hbf nur Mo–Fr           |
| RB 81       | Koblenz – Cochem (Mosel) – Bullay – Wittlich – Schweich – Quint – Ehrang Ort –Trier Hafenstraße – Trier Hbf –(Perl) | 60 min                                                              |
| RB 83       | Wittlich – Quint – Ehrang Ort – Trier Hafenstraße – Trier West – Wasserbillig – Luxemburg | 60 min (Mo–Sa)                                                      |
| RB 84       | Trier Hafenstraße – Trier West – Konz (– Saarburg (Bz Trier)) | 60 min, Verkehr zwischen Konz und Saarburg (Bz Trier) nur zeitweise |

##### Bus
Die Anbindung an das Stadtzentrum Triers erfolgt montags bis freitags tagsüber durch die Linie 8 (Trier-Mariahof – Schweich; Stadtwerke Trier), zu den übrigen Zeiten durch die Linie 87 (Trier Hauptbahnhof – Schweich; Stadtwerke Trier). Die beiden abseits gelegenen Ortsteile „Auf der Bausch“ und „Heide“ werden von der Linie 17 (Stadtwerke Trier) an den Ehranger Ortskern, den Bahnhof und die Busse in die Innenstadt angebunden. Die Linie 27 (Moselbahn) verbindet Ehrang mit der Gemeinde Zemmer und deren Ortsteilen, wobei am Bahnhof Ehrang Ort Anschluss an Züge in die Trierer Innenstadt besteht und umgekehrt. Im Schülerverkehr bestehen darüber hinaus Busverbindungen zwischen einigen weiteren Orten und dem Schulzentrum Mäusheckerweg.

### Wirtschaft
Jahrhundertelang war die Ehranger Mühle ein wichtiger Wirtschaftsfaktor.
Wirtschaftlich geprägt wird Ehrang/Quint von Handel, Handwerk und Industrie. Die gute logistische Anbindung über Straße, Schiene und Wasser (Hafen Trier), aber auch durch die Nähe zum benachbarten Luxemburg über Luft, bietet gute Voraussetzungen für das bestehende Gewerbe, auch für neue Investoren.

### Öffentliche Einrichtungen (Auswahl)
- Das Klinikum Mutterhaus der Borromäerinnen Ehrang (früher: Marienkrankenhaus) wurde bis zum 15. Juli 2021 betrieben.
- Bürgerhaus
- Katholische Familienbildungsstätte Trier-Ehrang Remise e. V.[11]
- Naturfreundehaus Quint[12]
- Mobile Jugendeinrichtung „Blue“
- Jugendtreff Ehrang-Quint e. V.
- Internationaler Frauengarten Trier[13]
- DRK Rettungswache und Ortsverein Ehrang
- Feuerwehr Trier Löschzug Ehrang[14]
- Brand- und Katastrophenschutzzentrum (BKSZ) und Technisches Hilfswerk (Servaisstraße)

### Schulen und Kindergärten
- Friedrich-Spee-Gymnasium (achtjähriges Gymnasium; Schulzentrum Mäusheckerweg)
- Moseltal Realschule plus Trier (Schulzentrum Mäusheckerweg)
- Grundschule St. Peter Ehrang
- Grundschule Quint[15]
- Katholischer Kindertagesstätte Christi Himmelfahrt (Ortsteil: Auf der Bausch)
- Katholische Kindertagesstätte St. Peter[16]
- Montessori-Kinderhaus St. Peter
- Integrative Kindertagesstätte Haus Tobias (Ortsteil: Quint, Träger: Caritasverband)

## Regelmäßige Veranstaltungen (Auswahl)
- Der Ehranger Markt[17] ist als Volksfest mit Kirmestreiben über die Stadtgrenzen hinaus bekannt. Der „Ehriker Moart“ wie er im moselfränkischen Dialekt genannt wird, kann auf eine lange Tradition zurückblicken. Als Volksfest wurde er bereits im Jahr 1350 erwähnt. Der Ehranger Markt  war ursprünglich ein Viehmarkt, auf dem die Eifel-, Hunsrück- und Moselbauern ihre Tiere und Waren  tauschen konnten. Damals war  der erste Dienstag im Monat September der traditionelle Markttag. Aus diesem Grund findet das Fest auch in der heutigen Zeit am Wochenende vor dem ersten Dienstag im September statt und wird mit einem großen Feuerwerk am Dienstagabend abgeschlossen. Der Ehranger Markt wird getragen durch die zahlreichen ehrenamtliche Helfer aus den verschiedenen Ortsvereinen, die sich in der Gemeinschaft Ehranger Ortsvereine (GEOV)[18] zusammengeschlossen haben.
- Die Ehranger Fastnacht wird jedes Jahr von den örtlichen Karnevalsvereinen mitgestaltet, darunter der Theater- und Karnevalsverein „Blau-Weiß“ 09 Ehrang e. V.[19] und die Karnevalsgesellschaft Rot-Weiß Ehrang.[20] Ein besonderer Höhepunkt des Ehranger Straßenkarnevals ist der Rosenmontagszug, der unter reger Beteiligung phantasievoll gestalteter Fußgruppen am Fastnachtsmontag durch den Ort zieht.

## Sportvereine
- SV Ehrang 1910 e. V.
- TV Ehrang 1897 e. V.[21]

## Persönlichkeiten
- Heinrich Adolf Kraemer (* 5. April 1798; † 27. Januar 1876 in Quint), Eisenwerkbesitzer und Großindustrieller
- Mathias Thesen (* 29. April 1891 in Ehrang), KPD-Reichstagsabgeordneter, Widerstandskämpfer, († 11. Okt. 1944 KZ-Sachsenhausen, erschossen)
- Peter Greif (* 1. Oktober 1902 in Konz; † 5. Januar 1933 Ehrang) Vorsitzender der KPD-Ortsgruppe Ehrang, der 1933 in Ehrang von SA erschossen wurde.
- Anna Dany (* 11. Februar 1920 in Ehrang; † 1941 ermordet in Hadamar), Opfer des Nationalsozialismus[22]
- Werner Schuhn (* 12. Januar 1925 in Daun; † 2. Juli 1989 in Trier-Ehrang), Rektor und Heimatforscher
- Peter Roth-Ehrang (* 8. Juni 1925 in Ehrang; † 28. Dezember 1966 in Hamburg), Opernsänger (Bass), Mitglied der Hamburger Staatsoper, Wagner-Interpret in Bayreuth
- Matthias Thiel (* 21. April 1929 in Ehrang; † 30. Januar 2015 in Göttingen), Historiker und Diplomatiker
- Adelheid Steines (* 4. Januar 1929; † 1. August 2016), Schlagersängerin und Trägerin des Bundesverdienstkreuzes am Bande
- Kurt-Josef Veeser (* 2. März 1930; † Februar 1994), Brigadegeneral des Heeres der Bundeswehr, General der Heeresfliegertruppe
- Berthold Klein (* 16. August 1941), Politiker
- Bodo Schaff (* 1948), Diplomat, Botschafter der Bundesrepublik Deutschland
- Bertrand Adams (* 13. Oktober 1953), Politiker
- Ingeborg Sahler-Fesel (* 15. Januar 1956), Politikerin
- Peter Feil (* 1962 in Ehrang; † 2. Dezember 2018 in Frankfurt am Main), Jazzmusiker (Posaune, Arrangement)
- Stephan Peitz (* 19. August 1966), Architekt und Meister der Kampfkunst
- Dominik Kohr (* 31. Januar 1994), Fußballspieler

## Bilder

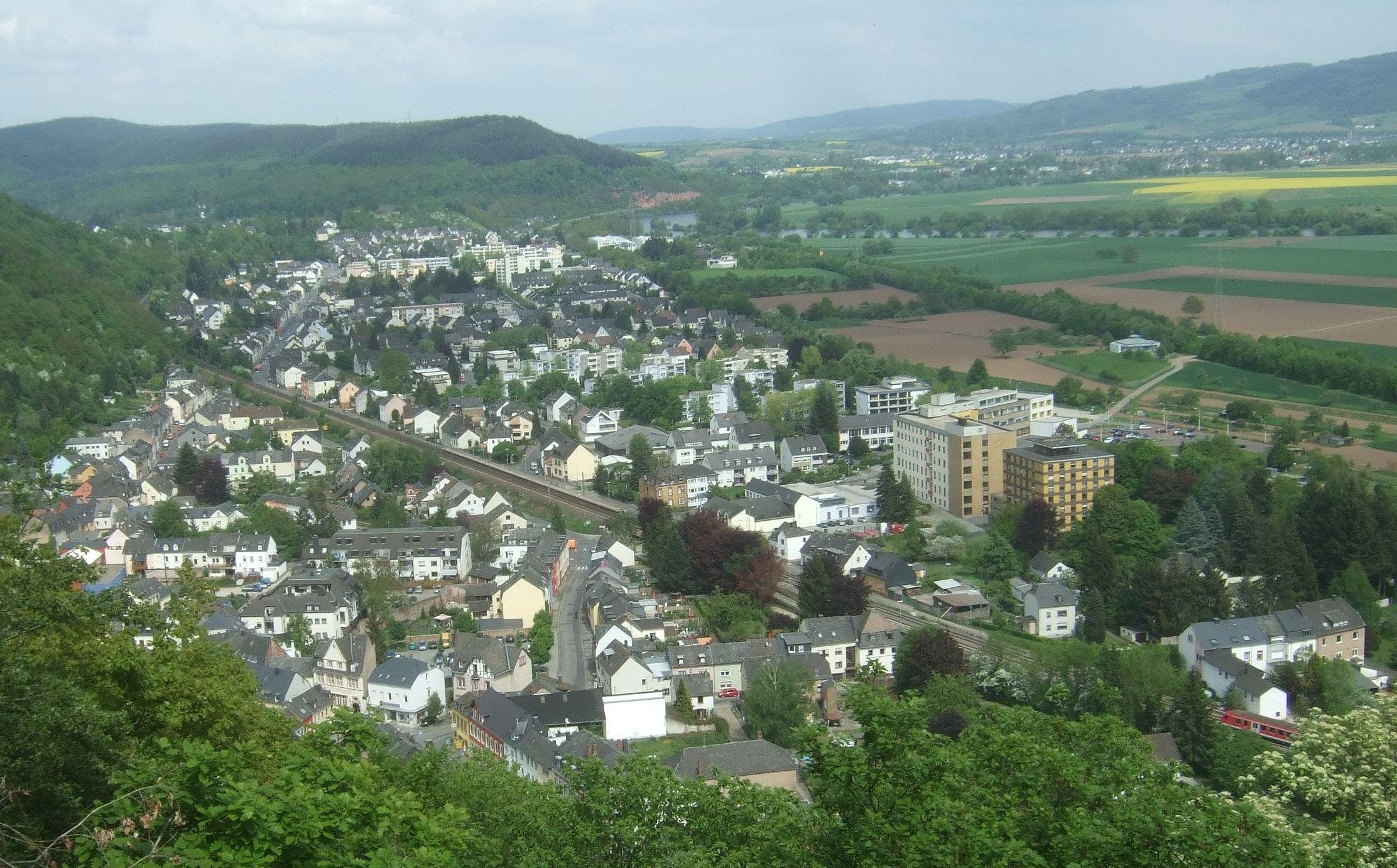
Ehrang
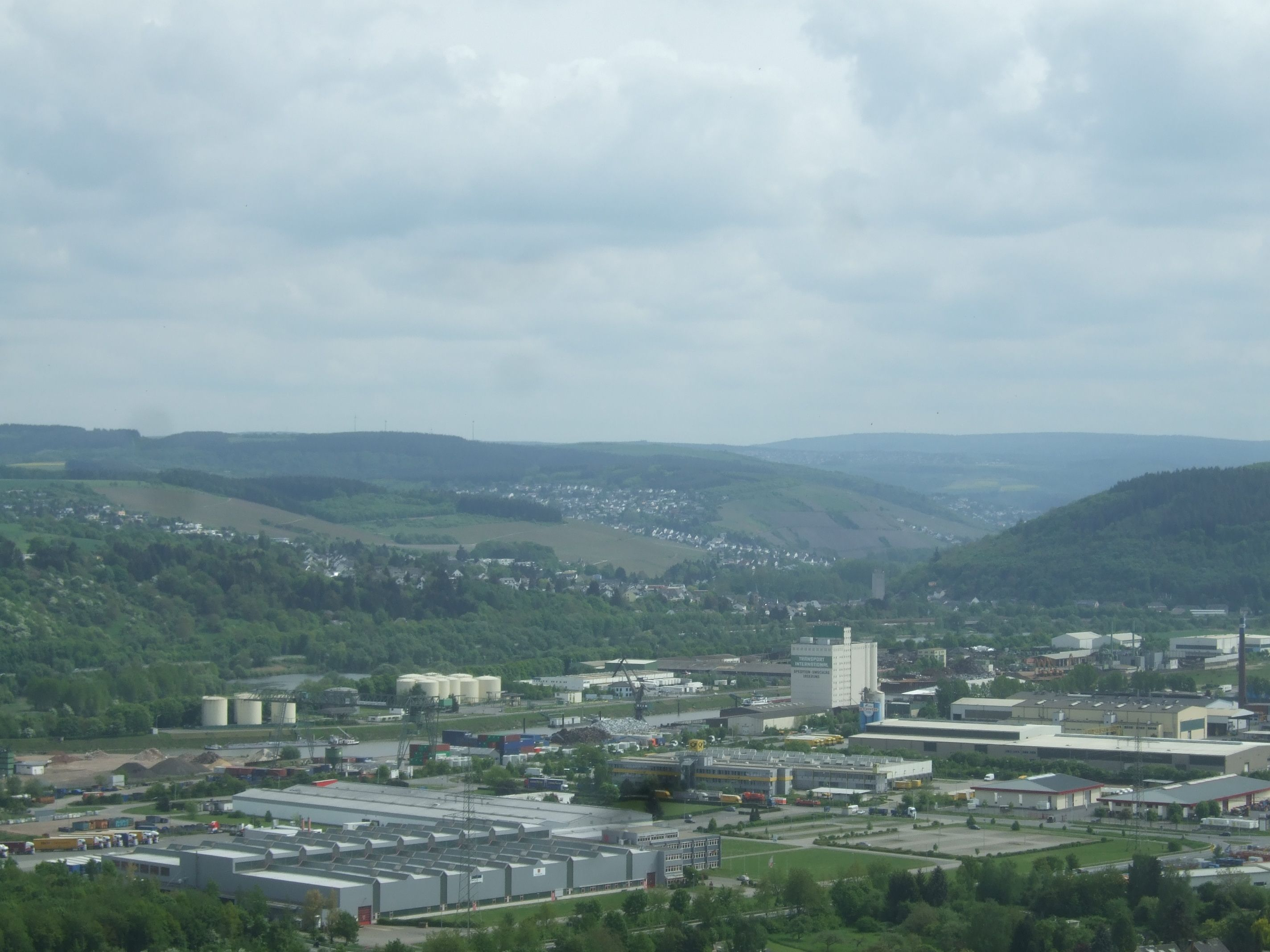
Trierer Hafen
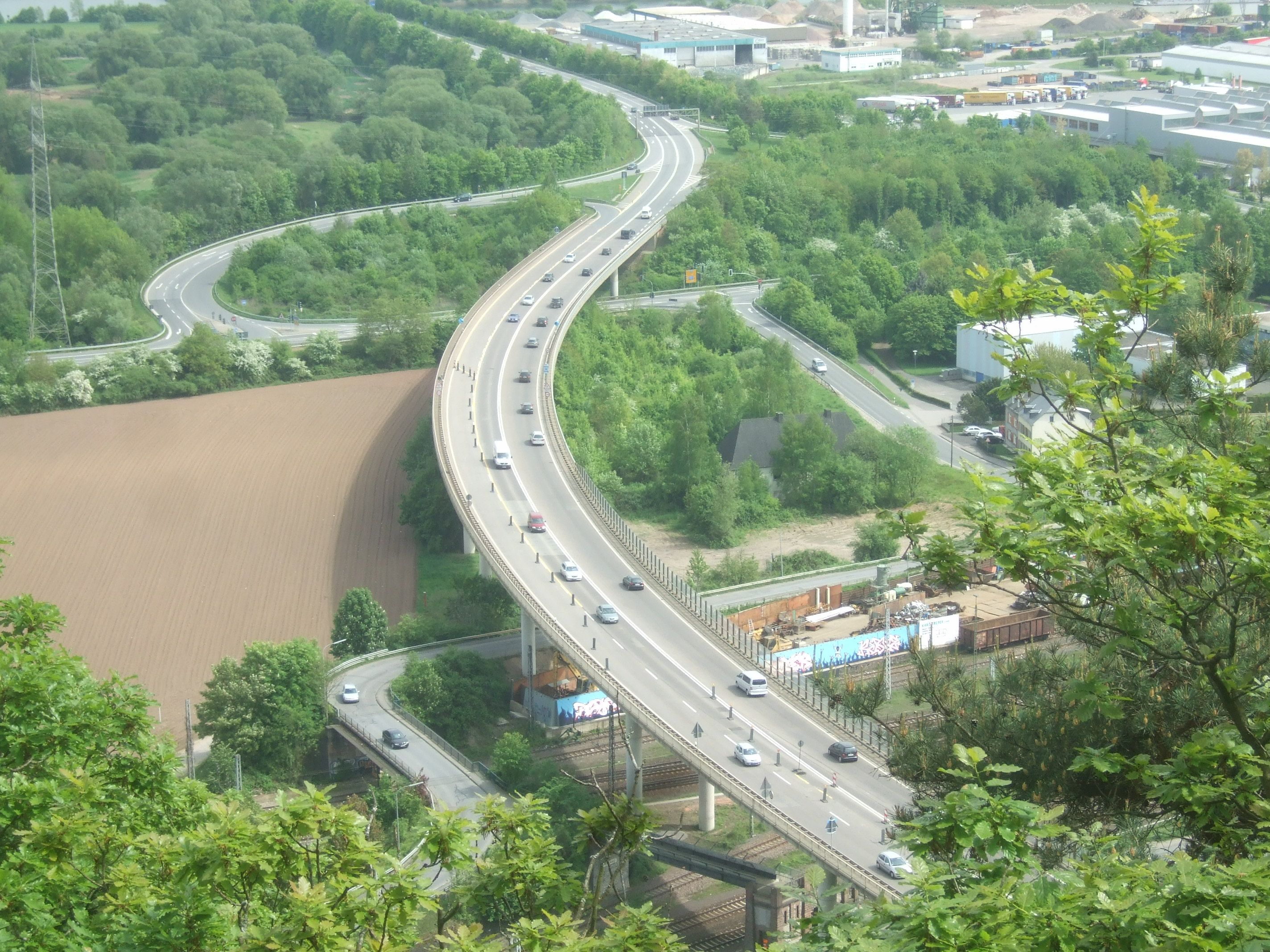
Bundesstraße 52
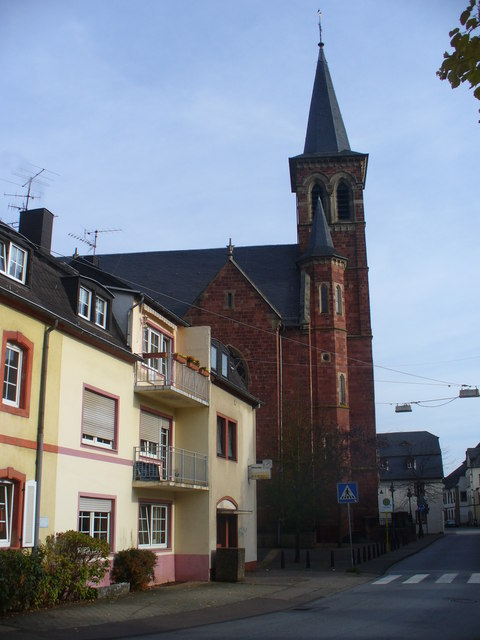
Kath. Pfarrkirche St. Peter, Oberstraße
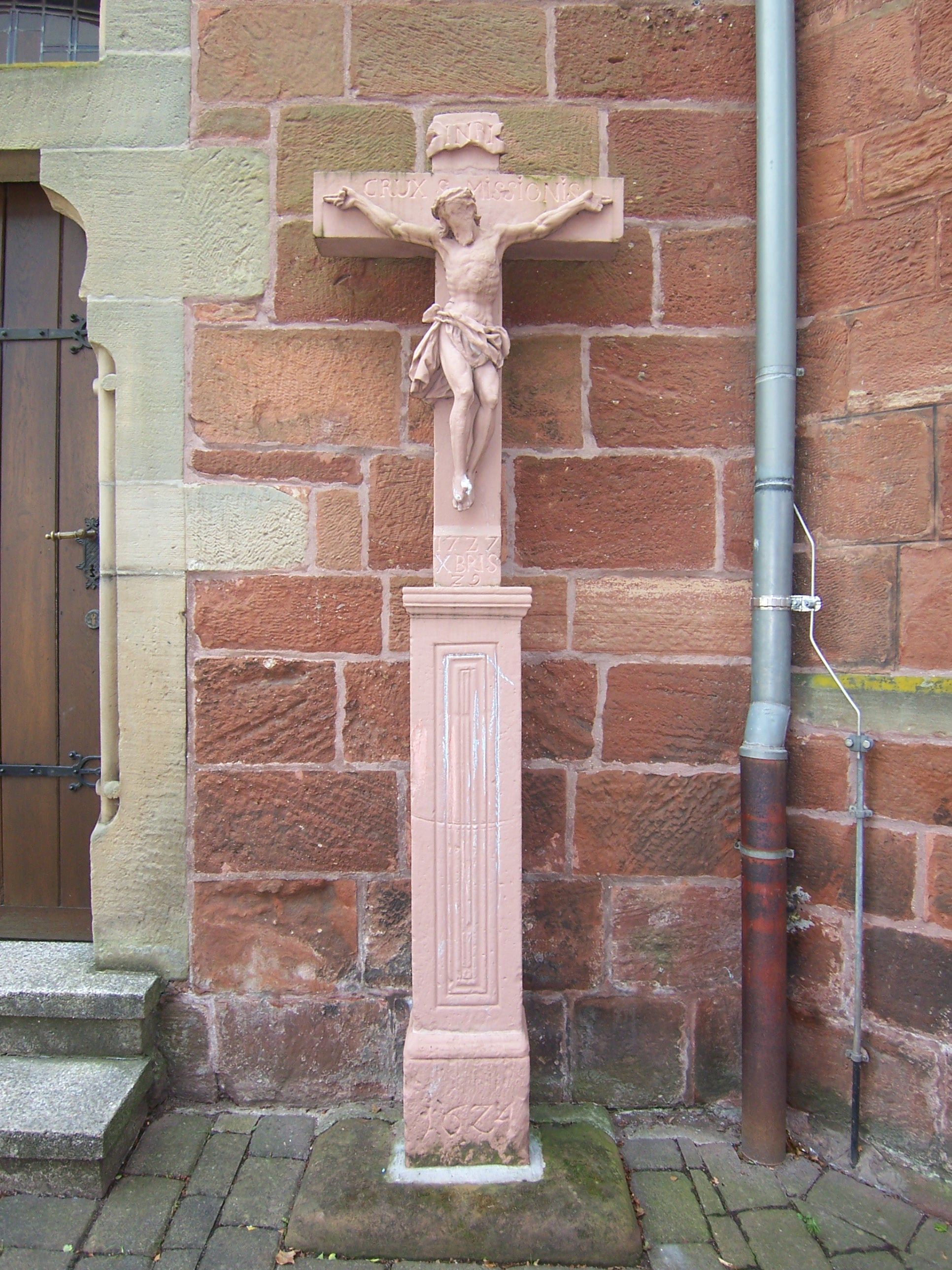
Kreuz an der Pfarrkirche St. Peter
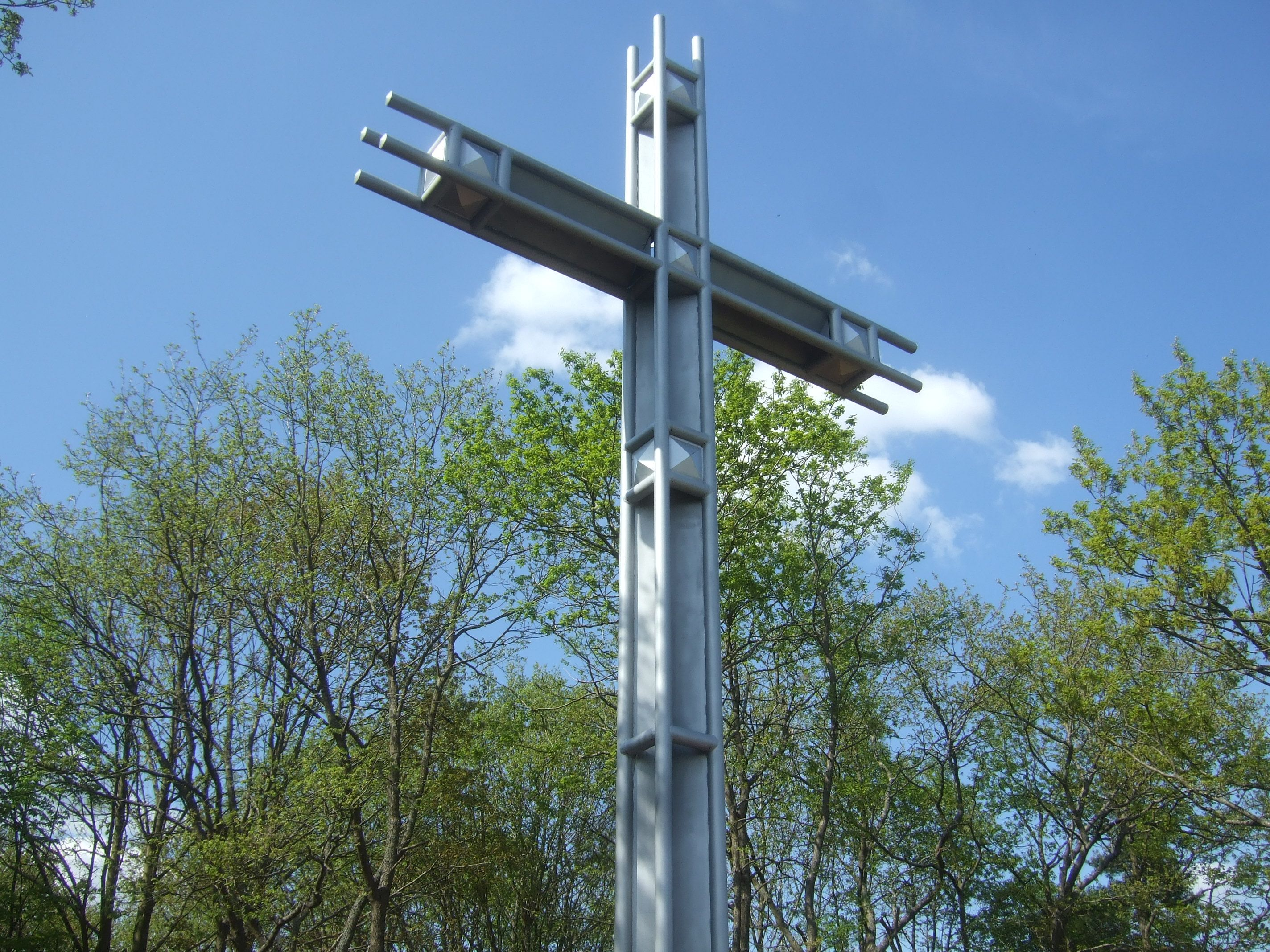
Kreuz auf den Heidenstuben